# Rhodiola heterodonta
Rhodiola heterodonta là một loài thực vật có hoa trong họ Crassulaceae. Loài này được (Hook. f. & Thomson) Boriss. miêu tả khoa học đầu tiên năm 1939.